# Estación Frontera
Frontera es una estación de ferrocarril de la localidad del mismo nombre, Departamento Castellanos, en la Provincia de Santa Fe, Argentina.

## Servicios
Presta servicios de pasajeros, solo de cargas. Sus vías corresponden al Ramal CC del Ferrocarril General Belgrano. Sus vías e instalaciones están a cargo de la empresa estatal Trenes Argentinos Cargas.
Se encuentra precedida por el Estación Esmeralda y le sigue la Estación San Francisco F.